# ارینب دختر اسحاق
اُرَیْنَب دختر اسحاق زنی زیبا رو بود. بر طبق برخی منابع وی همسر عبدالله بن سلام بود که بعد از طلاق دادن شوهرش،  یزید و حسین بن علی هردو از وی خواستگاری کردند که به عقد حسین درآمد. حسین او را دوباره طلاق داده و به شوهرش عبدالله بن سلام برگرداند.

## داستان عشق ارینب

### علت طلاق از عبدالله بن سلام
یزید پیش از اینکه ارینب به همسری عبدالله درآید، خواهان ارینب بود. عبدالله در آن زمان والی عراق بود. بعد از ازدواج ارینب، یزید شخصی را به نزد معاویه فرستاد و از وی در مورد بی توجهی به خود گله کرد و ماجرای عشق خود به ارینب و ازدواج وی را به معاویه بیان داشت. معاویه در پاسخ با تبانی با دختر خود و گذاشتن شرط ازدواج مبنی بر طلاق دادن ارینب، پیشنهاد ازدواج دخترش با عبدالله را داد. عبدالله ارینب را طلاق داد و به خواستگاری دختر معاویه رفت اما وی حاضر نشد با عبدالله ازدواج کند.

### ماجرای خواستگاری از ارینب
معاویه، ابودرداء را برای خواستگاری از ارینب به عراق فرستاد، حسین نیز که در این زمان بر حسب تصادف در عراق بود، از ابودرداء خواست که با مبلغی برابر با مهریه ای که یزید حاضر بود برای ارینب بپردازد، ارینب را برای خود خواستگاری کند. ابودرداء پذیرفت و به ارینب ماجرای خواستگاری حسین و یزید را ابراز داشت. ارینب در پاسخ به ابودرداء گفت که تو خویشاوند منی و من تصمیم در این باره را به تو محول می کنم. ابودرداء حسین را مناسب‌تر دانست و سپس ارینب به همسری حسین درآمد. معاویه پس از این ماجرا ابودرداء را به شدت مواخذه نمود.

### طلاق دادن ارینب
بعد از این ازدواج، عبدالله برای باز پس گرفتن اموالی که نزد ارینب داشت به عراق آمد. عبدالله و ارینب با دیدن دوباره همدیگر تحت تاثیر قرار گرفتند و گریستند. حسین با دیدن این موضوع گفت که ارینب را سه طلاقه نموده و این ازدواج مصلحتی را انجام داده که ارینب را به عبدالله بازگرداند.

## تحلیلها پیرامون این ماجرا

### سندیت ماجرا
عبدالرحیم قنوات استادیار دانشگاه فردوسی مشهد می نویسد در منابع اولیه تاریخی، این داستان تنها در کتاب «الامامه و سیاسه» ابن قتیبه دینوری (قرن سوم هجری) ذکر شده است. قنوات با برشمردن دلایلی چون معلوم نبودن سلسله راویان حدیث، نام نبردن از ارینب و پدرش و نام نبردن از شخصی تحت عنوان عبدالله بن سلام به عنوان والی عراق در زمان معاویه در منابع قدیمی تر تاریخ اسلامی، اعتبار حدیث را به چالش می کشد. قنوات با دلایلی نشان می دهد که این ماجرا بعد از ولیعهدی یزید بوده و معتقد است حتی اگر این عبدالله بن سلام را عبدالله بن سلامی بدانیم که پیش از مسلمان شدن یهودی بوده و در زمان محمد زندگی کرده، سال مرگش قبل از ولیعهدی یزید بوده است. قنوات در ادامه استدلالهای خود به دلایلی چون عدم خویشاوندی ابودرداء (قبیله خزرج) و ارینب (قبیله قریش) و همچنین مرگ ابودرداء پیش از ولیعهدی یزید اشاره می کند.

### مرتبط دانستن واقعه کربلا با این ماجرا
عبدالرحیم قنوات معتقد است که در منابع اولیه هیچ گونه ردپایی از این ارتباط نیست و در میان مورخین اولین کسی که ماجرای این خواستگاری را با قیام کربلا مرتبط می داند، احتمالاً ملا حسین واعظ کاشفی در قرن ۱۰ هجری است. کاشفی این خواستگاری را به همراه ماجرای قبول نکردن ولیعهدی یزید و بیعت نکردن با یزید از سوی حسین از جمله علل فرعی و دشمنی دیرینه بنی امیه و بنی هاشم را از علل اصلی واقعه کربلا می داند. در قرن ۱۲ هجری نیز ندیم مشهدی بر این ارتباط تاکید دارد و در قرن اخیر نیز نویسندگانی مانند زین العابدین رهنما در کتاب «زندگی امام حسین (ع)» و آله دالفک در کتاب «پژوهشی در زندگی علی: نماد شیعه گری» به شکل شدیدی از ارتباط قیام کربلا با این خواستگاری سخن رانده اند.